# Нежново
Нежно́во — деревня в Кингисеппском районе Ленинградской области. Административный центр Нежновского сельского поселения.

## История
Впервые упоминается в Писцовой книге Водской пятины 1500 года, как сельцо Нежново, на реце на Систи в Каргальском погосте Копорского уезда.
Затем как деревня Nesneiua by в Каргальском погосте (западной половине) в шведских «Писцовых книгах Ижорской земли» 1618—1623 годов.
На карте Ингерманландии А. И. Бергенгейма, составленной по шведским материалам 1676 года, она обозначена как деревня Nessowa.
На шведской «Генеральной карте провинции Ингерманландии» 1704 года — как Nesova.
Как мыза Наосова она обозначена на «Географическом чертеже Ижорской земли» Адриана Шонбека 1705 года.
Как мыза Нежневская упомянута на карте Ингерманландии А. Ростовцева 1727 года.
На карте Санкт-Петербургской губернии Ф. Ф. Шуберта 1834 года обозначена мыза Помещика Жукова и при ней водяная мельница.

НЕЖИНСКАЯ — мыза принадлежит наследникам господ Жуковых, число жителей по ревизии: 11 м. п., 12 ж. п.; В оной: каменная мукомольная мельница. (1838 год)

В пояснительном тексте к этнографической карте Санкт-Петербургской губернии П. И. Кёппена 1849 года она записана как деревня Neshnowa (Нежинская) и указано количество её жителей на 1848 год: ижоры — 3 человека женского пола, которые относились к православному Копорскому Преображенскому приходу.
На карте профессора С. С. Куторги 1852 года она упомянута как мыза Жукова.

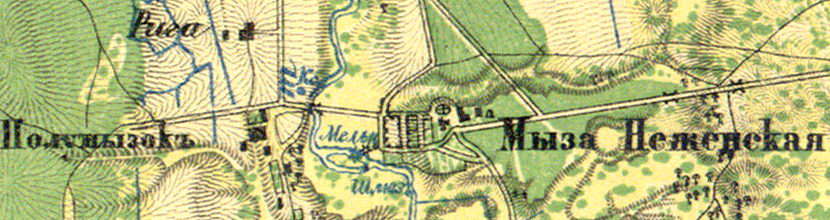
Земли деревни Нежново на карте 1860 года

Согласно «Топографической карте частей Санкт-Петербургской и Выборгской губерний» в 1860 году на месте современной деревни Нежново находилась мыза Неженская, полумызок, рига, водяная мельница и шлюз на реке Систе.

НЕЖИНСКАЯ — мыза владельческая при реке Систе, число дворов — 1, число жителей: 8 м. п., 5 ж. п. (1862 год)

Согласно материалам по статистике народного хозяйства Ямбургского уезда 1887 года, мыза Нежново площадью 1966 десятин принадлежала статскому советнику Е. К. Фоссу, мыза была приобретена до 1868 года, в ней была мельница, которая сдавалась в аренду.
В конце XIX — начале XX века мыза административно относилась к Стремленской волости 2-го стана Ямбургского уезда Санкт-Петербургской губернии.
По данным «Памятных книжек Санкт-Петербургской губернии» за 1900 и 1905 годы мыза Нежново площадью 1853 десятины принадлежала дворянину, титулярному советнику Егору Карловичу Фоссу.
Согласно данным переписи населения СССР 1926 года в посёлке Нежново Вассакарского сельсовета Котельской волости Кингисеппского уезда проживали 73 человека, большинство русские, а также эстонцы и латыши.
Посёлок Нежново учитывается областными административными данными с 1 января 1927 года в составе Вассакарского сельсовета Котельского района.
С 1931 года в составе Кингисеппского района.
По данным 1933 года посёлок Нежново являлся административным центром Вассакарского сельсовета Кингисеппского района, в который входили 11 населённых пунктов: деревни Вассакара, Головкино, Иципино, Луизино, Нахково, Павлово, Сабинка, Верхнее Семейское, Нижнее Семейское, Среднее Семейское и посёлок Нежново, общей численностью населения 1200 человек.

План деревни Нежново. 1938 год

Согласно топографической карте 1938 года посёлок Нежново насчитывал 14 дворов, в посёлке была своя школа, силосная башня и водяная мельница.
В 1939 году население посёлка Нежново составляло 122 человека.
C 1 августа 1941 года по 31 января 1944 года посёлок находился в оккупации.
С 1954 года в составе Павловского сельсовета.
С 1958 года в составе Нежновского сельсовета. В 1958 году население посёлка Нежново составляло 92 человека.
По данным 1966 и 1973 годов деревня Нежново находилась в составе Нежновского сельсовета и являлась его административным центром.
По данным 1990 года деревня Нежново являлась административным центром Нежновского сельсовета в который входил 21 населённый пункт, общей численностью населения 827 человек. В самой деревне Нежново проживал 251 человек.
В 1997 году в деревне Нежново проживали 233 человека, в 2002 году — 226 человек (русские — 89 %), в 2007 году — 218.

## География
Деревня расположена в северо-восточной части района на автодороге 41К-018 (Копорье — Ручьи) в месте примыкания её к автодороге 41К-110 (Котлы — Урмизно).
Расстояние до районного центра — 50 км.
Расстояние до ближайшей железнодорожной станции Котлы — 12 км.
Деревня находится на реке Систа.

## Демография
| 1862 | 2007 | 2010 | 2017 |
| ---- | ---- | ---- | ---- |
| 13   | ↗218 | ↗263 | ↗267 |

### Национальный состав
Согласно данным Всероссийской переписи населения 2021 года в деревне проживали 250 человек, из них:
 русские — 207, украинцы — 9, татары — 8, узбеки — 8, таджики — 7, башкиры — 2, казахи — 2, киргизы — 2, другие национальности — 4 человека, один человек национальность не указал.

## Известные жители
- Кипренский, Орест Адамович (1782—1836) — русский художник, график и живописец, мастер портрета.